# Jezioro Długie (gmina Kwilcz)
Burzykowo – niewielkie jezioro rynnowe, położone w woj. wielkopolskim, w powiecie międzychodzkim, w środkowej części gminy Kwilcz, w obrębie sołectwa Kurnatowice.

## Hydronimia
Według urzędowego spisu opracowanego przez Komisję Nazw Miejscowości i Obiektów Fizjograficznych (KNMiOF) nazwa tego jeziora to Długie. Według niektórych zestawień jezioro nosi także potoczną nazwę Dupina.

## Dane morfometryczne
Powierzchnia zwierciadła wody według różnych źródeł wynosi od 11,0 ha do 14,37 ha.
Zwierciadło wody położone jest na wysokości 86,2 m n.p.m.. Maksymalna głębokość zbiornika wynosi 8 m.

## Turystyka
Na północnym brzegu jeziora biegnie  pieszy szlak czerwony, z Sierakowa do Puszczy Noteckiej (Mokrz).